# Julius von Bandel

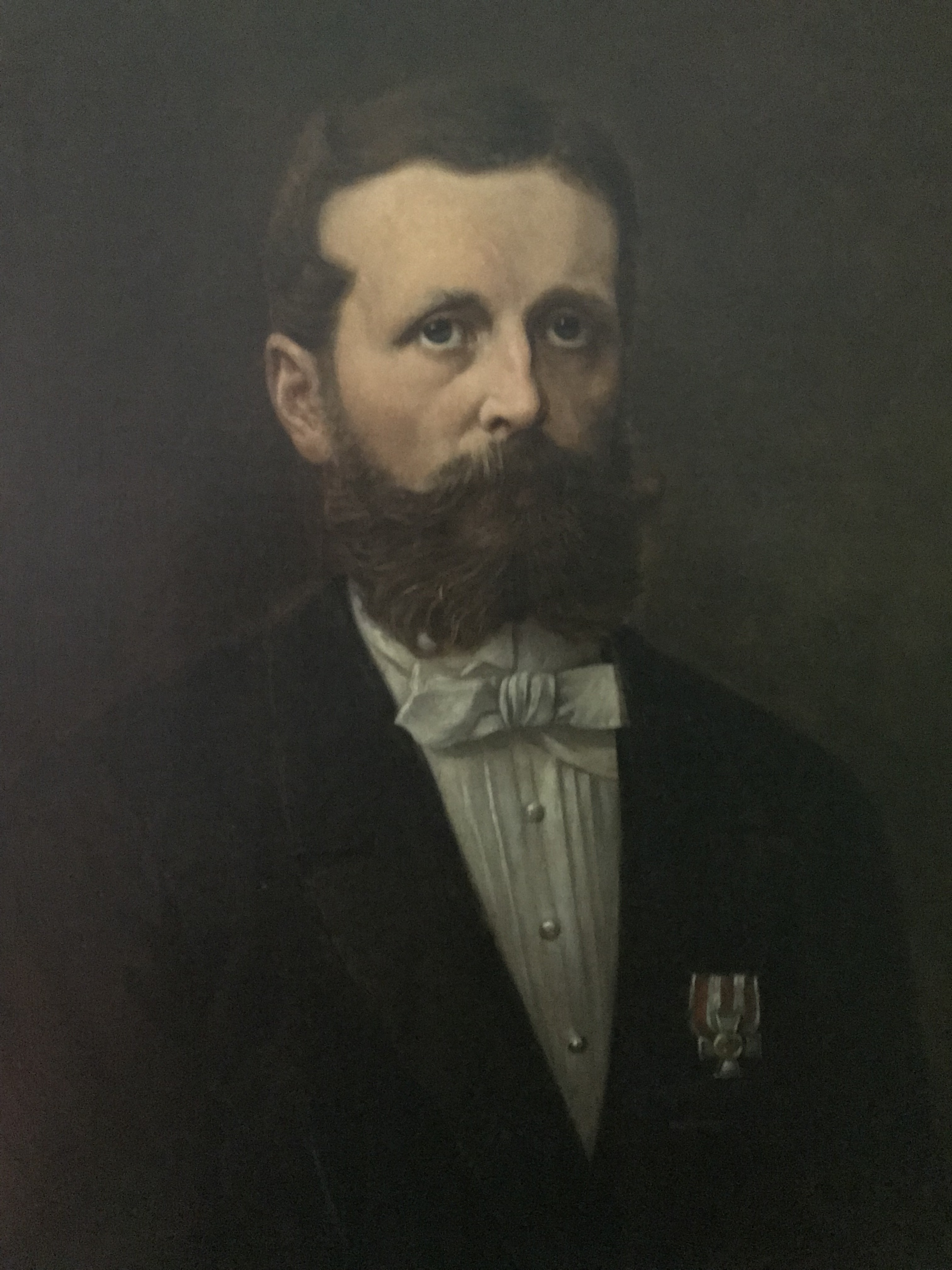
Julius von Bandel – Ölgemälde von Friedrich Kaulbach, signiert, 1898

Karl Julius von Bandel (* 10. Juli 1845 in Dröbel/Anhalt bei Bernburg; † 26. Januar 1899 in Calenberg/Leine bei Pattensen) war ein anhaltischer Gutsbesitzer und Fideikommissstifter sowie Pächter der ursprünglich hannoverschen und seit 1866 preußischen Domäne Calenberg. Auf ihn geht das 1898 nobilitierte und mittlerweile erloschene preußische Adelsgeschlecht von Bandel zurück.

## Herkunft
Julius von Bandel war der Sohn von Leberecht Bandel (1786–1864), Besitzer des Gutes Dröbel bei Bernburg, und dessen aus Dröbel stammenden zweiten Ehefrau Sophie, geborene Rudloff (1807–1864). Die Bandels – bzw. anfänglich auch Pantl – waren in Dröbel nachweislich seit dem Beginn des 18. Jahrhunderts ansässig.

## Leben
Julius von Bandel hatte von seinem Vater Leberecht das Gut Dröbel geerbt. Er stiftete um 1875 für Dröbel einen Fideikommiss.
Nachdem der preußische König Wilhelm 1866 das Königreich Hannover annektiert hatte, wurde Julius von Bandel als Pächter für die nunmehrig preußische und ehemalig hannoversche Domäne Calenberg ausgewählt. Zwischen ihm und dem preußischen Staat wurde eine auf die Familie Bandel bezogene Erbpachtregelung für Calenberg vereinbart. Als Domänenpächter war Julius von Bandel der Titel eines preußischen Amtsrats verliehen worden.
Zusätzlich zur Pachtung der Domäne Calenberg erwarb Bandel von der Familie von Reden-Hastenbeck das Rittergut Springe (118ha). Seine Witwe Aline von Bandel geborene Lüttich (1855–1933) veräußerte das Gut 1909 an den preußischen Oberamtmann Franz Müller, den Pächter der Domäne Springe.
Am 21. Dezember 1898 wurde Julius von Bandel in den preußischen Adelsstand erhoben. Das mittlerweile erloschenen Adelsgeschlecht von Bandel geht auf ihn als Ahnherrn zurück. Er war Träger des Roten Adlerordens III. Klasse.
Kurz nach seiner Nobilitierung starb Julius von Bandel am 26. Januar 1899 in Calenberg.
Das Gut Dröbel erbte sein ältester Sohn, Major a. D. Erich von Bandel (1880–1966), der 1945 ohne Entschädigung enteignet wurde.
Als Pächter der Domäne Calenberg folgte Julius von Bandel sein zweitältester Sohn Rittmeister a. D. Hans von Bandel (1882–1963).
Julius und Hans von Bandel lebten als Pächter der Domäne Calenberg mit ihren Familien von 1875 bis 1956 im Domänenverwalterhaus, das dort zu preußischen Zeiten errichtet worden war. Im Anschluss bezog Prinz Ernst August von Hannover (1914–1987) mit seiner Familie das Haus; nach dem Ersten Weltkrieg war die Domäne Calenberg im Rahmen der Fürstenabfindung in das gleichnamige Hausgut umgewandelt und dem Haus Hannover als Eigentümer zugesprochen worden.

## Familie
Julius von Bandel hatte am 9. September 1875 in Arnstedt  im Mansfelder Land Aline Lüttich (* 9. September 1855 in Sylda bei Sandersleben; † 19. Januar 1933 in Calenberg/Leine) geheiratet. Sie war Tochter von Albert Lüttich, Ökonomie-Amtsrat in Arnstedt, und dessen Ehefrau Aline, geborene Schüler.
Aline von Bandel gehörte später das Gut Springe (118 ha).
Aus der Ehe von Julius und Aline von Bandel gingen drei Kinder hervor:
- Elisabeth von Bandel (1877–1947) ⚭ Calenberg 1898 Alfred von Rauch (1864–1948), preußischer Oberst a. D.
- Erich von Bandel (1880–1966), preußischer Major a. D., Fideikommissherr auf Dröbel  ⚭ Gisela von Schoeler, verwitwete Freifrau von Chiari (1898–1971), Vorsitzende des Kreisverbandes Bad Pyrmont der Europa-Union, Trägerin des Verdienstkreuzes am Bande des Verdienstordens der Bundesrepublik Deutschland
- Hans von Bandel (1882–1963), preußischer Rittmeister a. D., Pächter der Domäne bzw. des Hausguts Calenberg ⚭  Wandsbek 1914 Gisela von Rüts (1886–1962)

Julius und Hans von Bandel sind mit ihren Ehefrauen auf dem Neuen Friedhof in Jeinsen bestattet, ebenso seine Enkelin Sigrid (Mädi) von Zitzewitz-Muttrin, geborene von Bandel (1920–1976), und deren Ehemann Friedrich-Karl von Zitzewitz-Muttrin (1924–1966), der beim Absturz des Lufthansa-Fluges 005 in Bremen sein Leben verlor.